# Cássia dos Coqueiros (kommun)
Cássia dos Coqueiros är en kommun i Brasilien.   Den ligger i delstaten São Paulo, i den sydöstra delen av landet, 600 km söder om huvudstaden Brasília. Antalet invånare är 2 627.
Följande samhällen finns i Cássia dos Coqueiros:
- Cássia dos Coqueiros

Omgivningarna runt Cássia dos Coqueiros är huvudsakligen savann. Runt Cássia dos Coqueiros är det ganska glesbefolkat, med 36 invånare per kvadratkilometer.